# 圣洛朗德塞里
圣洛朗德塞里（法語：Saint-Laurent-de-Céris，法語發音：[sɛ̃ loʁɑ̃ də seʁi]）是法国夏朗德省的一个市镇，位于该省北部偏东，属于孔福朗区。该市镇总面积29.89平方公里，2009年时的人口为778人。

## 人口
圣洛朗德塞里人口变化图示